# Passenger
Michael David Rosenberg (ur. 17 maja 1984 w Brighton and Hove) – brytyjski folk rockowy piosenkarz i autor tekstów, znany jako Passenger. Wcześniej główny wokalista i kompozytor w zespole Passenger. W 2009 roku zdecydował się zachować nazwę Passenger na cześć kariery solowej. W 2013 roku sławę przyniósł mu singel „Let Her Go”, który znalazł się na szczycie notowań w Holandii, Australii, Austrii, Danii, Finlandii, Niemczech, Irlandii, Nowej Zelandii, Norwegii, Szwecji, Szwajcarii oraz Włoszech.

## Życie osobiste
Rosenberg urodził się 17 maja 1984 roku w Brighton and Hove. Jego matka jest Brytyjką, zaś ojciec Gerard Rosenberg to Amerykanin pochodzący z New Jersey. Rodzina ojca Rosenberga ma żydowskie pochodzenie. Michael nauczył się grać na gitarze w młodym wieku, zaś mając około 14-15 lat, zaczął pisać swoje własne piosenki. Mając 16 lat, opuścił szkołę, chcąc rozpocząć swoją karierę muzyczną, i przez następne kilka lat występował jako grajek uliczny w Wielkiej Brytanii i Australii. Mieszka w Brighton. Jest kibicem Arsenalu FC.

## Kariera muzyczna

### 2003–09: Passenger
Mając 16 lat, Michael po raz pierwszy wystąpił na żywo. W 2003 roku wraz z Andrew Phillipsem założył zespół Passenger w Brighton and Hove. Pięcioosobowy zespół wydał w 2007 roku swój solowy album, zatytułowany jako Wicked Man’s Rest na Chalkmark. Rosenberg jest autorem większości tekstów z tego albumu, z wyjątkiem utworu „Four Horses”, który został napisany przez Phillipsa. Zespół rozpadł się w 2009 roku.

### 2014: Whispers
26 marca 2014 roku ujawnił szczegóły swojego piątego albumu studyjnego zatytułowanego Whispers, potwierdzając datę premiery w Wielkiej Brytanii na 9 czerwca 2014 roku. W rozmowie na temat nowego albumu z Digital Spy stwierdził: „To dość filmowy album, jest wiele wielkich opowieści i idei. Znalazło się też kilka ponurych chwil o samotności i śmierci, ale bez tego nie było tego albumu. Drugim promującym nową płytę był utwór „Hearts On Fire”, wydany 14 kwietnia 2014 roku przez wytwórnię Black Crow Records. Do singla nakręcono także teledysk, a jego reżyserem był Jarrad Seng. Album Whispers zadebiutował na 2. miejscu na australijskiej liście przebojów.

## Trasy koncertowe
- All The Little Lights Tour (2012–13)[12][13]
- Whispers Tour (2014-15)

## Dyskografia
- Wide Eyes Blind Love (2009)
- Divers & Submarines (2010)
- Flight of the Crow (2010)
- All the Little Lights (2012)
- Whispers (2014)
- Whispers II (2015)
- Young as the Morning, Old as the Sea (2016)
- The Boy Who Cried Wolf (2017)
- Runaway (2018)[14]
- Sometimes It's Something, Sometimes It's Nothing At All (2019)[15]

## Nagrody i nominacje
| Rok  | Konkurs     | Kategoria                  | Wynik     |
| ---- | ----------- | -------------------------- | --------- |
| 2014 | Brit Awards | Najlepszy brytyjski singel | Nominacja |